# Divékbanka
Koordináták: é. sz. 48,7790°, k. h. 18,4962°48.779000°N 18.496200°E
Divékbanka (szlovákul Banky) Nyitradivék településrésze, korábban önálló falu Szlovákiában, a Trencséni kerületben, a Privigyei járásban.

## Fekvése
Privigyétől 18 km-re nyugatra, Nyitradivék központjától 2 km-re északkeletre, a Nyitrica-patak bal partján fekszik.

## Története
A 12. század közepén említik először a nem sokkal előbb keletkezett települést. Banka egykor bányásztelepülés volt, már 1275-ben aranyat bányásztak itt. 1332-ben „Bana superior” (azaz Felső Bánya), 1553-ban „Banykaa” néven említik. Ekkor az Ujfalussy család birtoka 2 és fél portával, ami 5-7 házat jelent. 1571-ben „Banka” alakban szerepel az oklevelekben. 1778-ban 13 házában 110 lakos élt, akik főként mezőgazdaságból, napszámos munkákból éltek. Messze földre is eljártak dolgozni.
A 18. század végén Vályi András így ír róla: „BANKA. Tót falu Nyitra Vármegyében, birtokos Ura Gróf Erdödy Uraság, lakosai katolikusok, fekszik Divéknek szomszédságában, mellynek filiája, Bajmótztól egy mértföldnyire. Határbéli földgye második Osztálybéli, szőlő hegye középszerű, piatzozása Csejtán, és Újhelyben, malma helyben, második Osztálybéli.”
Fényes Elek 1851-ben kiadott geográfiai szótárában így ír a faluról: „Banka, tót falu, Nyitra vgyében, a Valaszka patakja mellett, 117 kath. lak. Vizimalom; erdő. F. u. Rudnay és Divéky család. Ut. p. Privigye.”
Borovszky Samu monográfiasorozatának Nyitra vármegyét tárgyaló része szerint: „Banka, kis falu a regényes rudnói völgyben. Lakosainak száma összesen 109, akik tót- és németajkuak; vallásuk r. kath. Postája Nyitra-Rudnó, távirója Privigye, vasúti állomása Nyitra-Novák. Földesurai a honfoglalás óta a Divék nemzetségből származó Ujfalussyak és Rudnayak voltak.”
A trianoni diktátumig Nyitra vármegye Privigyei járásához tartozott.
1976-ban csatolták Nyitradivékhez.

## Népessége
1910-ben 166, túlnyomórészt szlovák anyanyelvű lakosa volt.

## Lásd még
- Nyitradivék
- Bélamácsó
- Divékjánosi
- Pusztaszomorfalu